# Ексетер
Е́ксетер (англ. Exeter, МФА: [ˈɛksɪtər]) — місто та адміністративний центр графства Девон, Англія. Розташоване на березі річки Екс, найближчі великі міста — Плімут та Бристоль. На 2001 рік, за даними перепису населення, в Ексетері мешкало близько 111 тисяч осіб.

## Історія
За часів Римської імперії, Ексетер був найвіддаленішим у північнозахідному напрямку римським поселенням у Британії.
Головна визначна пам'ятка міста — Ексетерський Кафедральний собор, заснований ще в 1050 році, побудований спочатку в норманнском стилі (1112 рік), але потім доведений до свого теперішнього вигляду в готичному стилі (між 1280 та 1370 роками), завдовжки 124 м і завширшки 23 м, з двома вежами висотою 50 м, кількома капелами, прекрасними вікнами, чудовими годинниками (XIV ст.), чудовим єпископським престолом (роботи 1470 року), найзнаменитішим в Англії органом, бібліотекою цінних книгодруків, багатьма пам'ятками єпископів і так звана Minstrels Gallery, у нішах якої розставлені ангели, які грають на музичних інструментах — чудовий і в той же час оригінальний твір скульптури. Західний фасад собору прикрашений статуями. Будівля суду, побудована ще до завоювання Англії норманами. В 1593 році побудована ратуша Guildhall, театр, Політехнічне суспільство, Товариство заохочення мистецтв з бібліотекою і музеєм.
У XVIII ст. Ексетер був значним промислово-фабричним містом і навіть головним центром вовняної мануфактури; тепер він дедалі більше набуває характеру комерційного міста. Виробництво рукавичок, сільськогосподарських машин і мережив (Honiton lace). Трамваї, три залізничні лінії; канал 4 м завглибшки, проритий ще в 1544 році і який з'єднує Ексетер з Топшемом при гирлі p. Екс. Судна місткістю 150 тонн можуть підніматися до самого міста. Ексетер у римлян називався лат. Isca Dumnoniorum, у бриттів Caer-Isk, у англосаксів Exanceaster, на середньолатинській мові Exonia. Вільгельм Завойовник брав в облогу Ексетер в 1085 році і побудував фортецю чи замок Rougemont; пізніше місто також багато разів піддавалося облогам, востаннє — парламентською армією під керівництвом Ферфакса в 1646 році.
У 1922 році в місті був заснований університетський коледж, який в 1955 році у зв'язку з отриманням королівської хартії перейменовано в Ексетерський університет. Канцлером університету в 2006 році обрана актриса і телеведуча Флоелла Бенджамін.
22 травня 2008 року стався вибух у центрі міста у кав'ярні біля торгового центру. При вибуху ніхто не постраждав, окрім підривника.

## Персоналії
- Вільям Кліфорд (1845—1879) — англійський математик та філософ.

## Міста-побратими
- Ренн, Франція
- Бад-Гомбург, Німеччина
- Ярославль, Росія
- Террачина, Італія